# 基壇

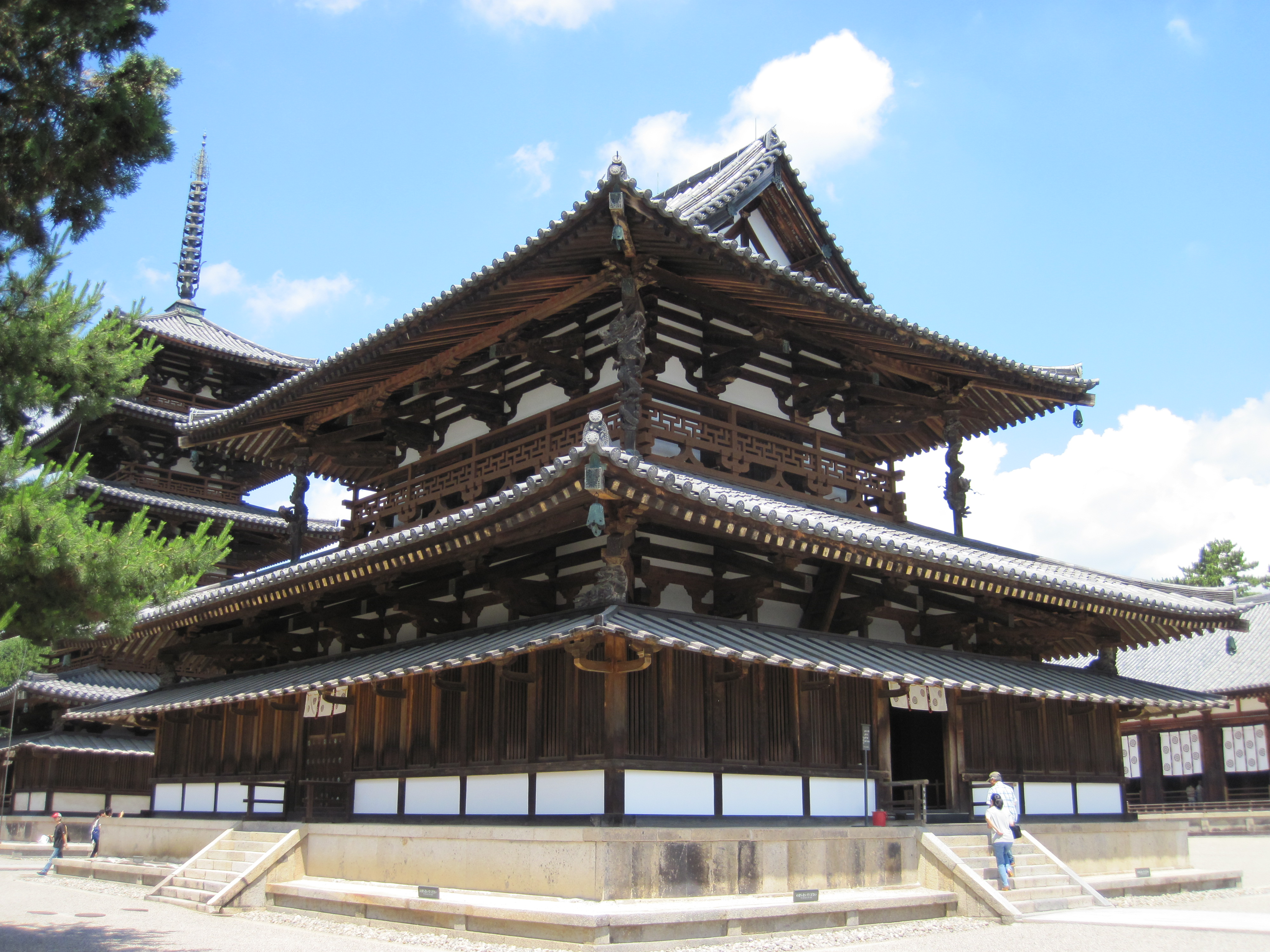
法隆寺金堂。階段が付いている石貼り部分が基壇。切石積二重基壇。

基壇（きだん）とは、主に伝統的な礎石建築にみられる建物の荷重を地面に伝える部位。基壇と礎石は、現代建築の基礎に相当する。本記事は亀腹（かめばら）についても触れる。

## 概説
日本には飛鳥時代に寺院建築の技術として大陸から伝来した。古墳時代までの日本の建築は草葺や板葺の屋根で重量が軽く、掘立柱建物がほとんどであった。しかし仏教寺院は重い瓦を屋根に載せるため、この荷重を支えるために地面を固めたうえで礎石を据え、その上に柱を立てた。これを礎石建築という。なかでも仏教寺院の金堂や仏塔、宮殿の大極殿、官衙の正殿など主要な建築物では地面よりも高く土を盛って締固め、建物内部への水の侵入を防ぎつつ見栄えを良くした。この土を高く盛った部分が基壇である。版築で作られる基壇は強固であるため、古代寺院の発掘で基壇が検出されることが少なくない。
8世紀以降に登場する床貼りの建物では、基壇は亀腹に変化した。中世以降でも床が土間仕上である禅宗寺院では基壇が作られたが、他宗の本堂などでは床張りになったため少なくなっていった。

## 造り方

基壇の摸式断面（壇上積）

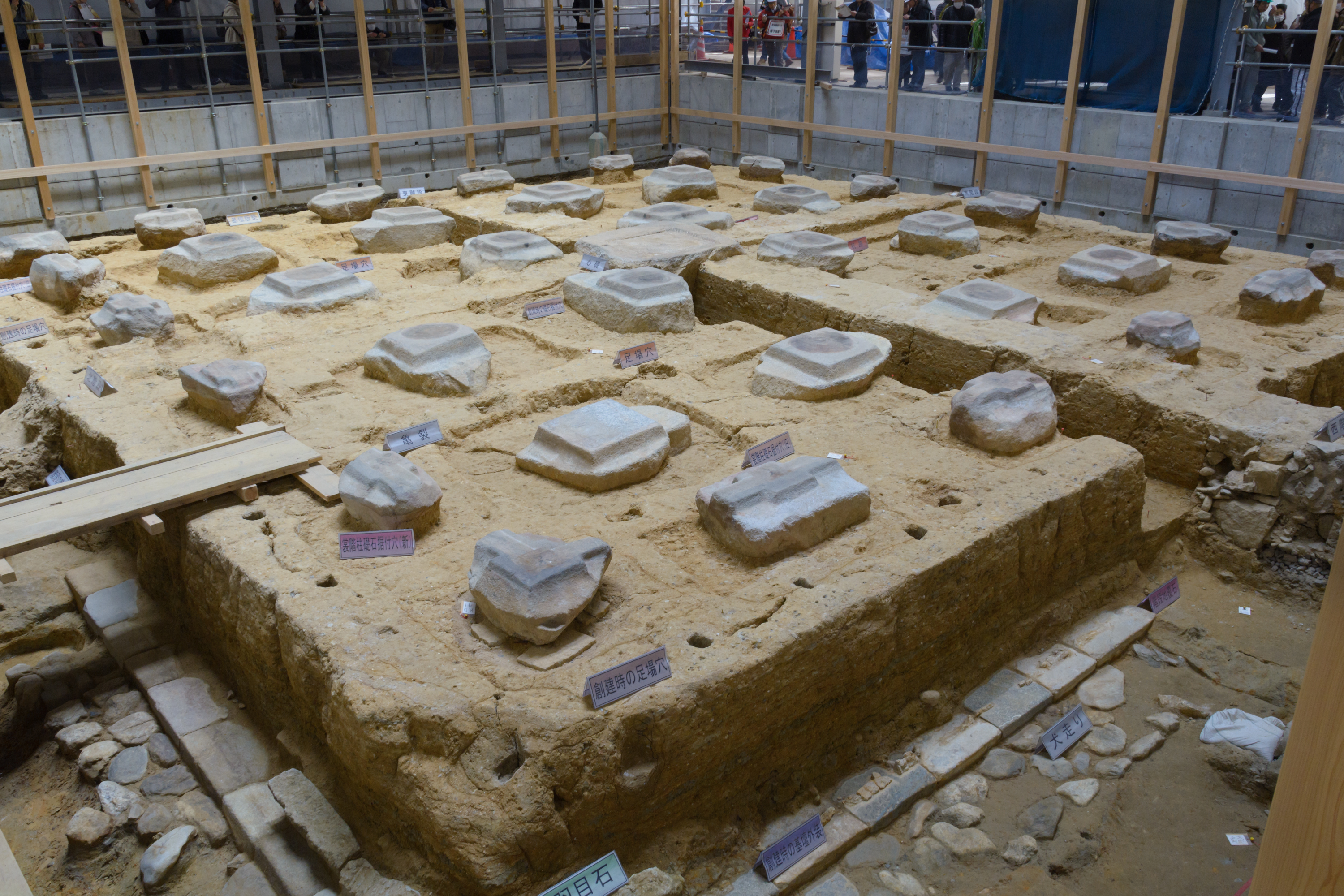
解体修理中に基壇外装が外された薬師寺東塔の基壇

基壇は砂質土と粘質土を交互に突き固める版築によって造られる。軟弱な地盤の場合は基壇の範囲を掘って地下から版築を積み固めていた。この地下部分を堀込地業と呼び、地上部分の基壇と区別される。堀込地業は奈良時代以前に多く見られ、より古い時代のほうが丁寧に行われる傾向がある。たとえば吉備池廃寺（639年発願）では堀込地業内に入り込んだ雨水・湧水を排水するための溝が基壇周囲に掘られ、近くの排水溝まで接続されていた。
基壇部分を造る際は、外縁部分はなだらかな斜面状に突き固めるが、建物の完成後にほぼ垂直に削り落として基壇外装（基壇化粧）で仕上げる。外装材と版築の間には裏込土を入れ、外装を固定する。この垂直部分の外装をどのような素材で作るかによって、基壇は壇上（正）積・切石積・乱石積・瓦積・木製などに分類される。このうち壇上積は束石・羽目石・地覆石などからなり、最も格式が高い仕上げである。飛鳥時代の建築で現存する壇上積は無いが、これから束石を除いた切石積には法隆寺金堂・薬師寺金堂などがある。また法隆寺金堂のように、基壇が2段（上成・下成）で構成されるものを二重基壇という。二重基壇は飛鳥地方を中心に多く、下成部を玉石で簡略化したものも少なくない。また基壇の上面も切石・塼・瓦・漆喰・叩き床などで仕上げられる。
基壇に礎石を据えるタイミングは、築造中に据える場合と、一度築いた基壇に穴を掘って据える場合がある。いずれの場合も礎石を据える高さよりも基壇の仕上げ高さの方を高く仕上げることが多い。また法塔の心柱を支える心礎は完全に基壇下に埋まっている場合（地下式）もある。地下式心礎は7世紀が中心で、現存するのは法隆寺五重塔のみである。
基壇を持つ建物の内部は土間（土足）だが、8世紀ごろから建物内に床が張られるようになると基壇は床下に隠れるように設けられ、白漆喰で固められるようになった。これを亀腹という。亀腹は、建物周囲をめぐる縁で保護されており、基壇外装を省略した形式と考えられる。併せて外縁部分を削り落とさずなだらかに仕上げられる事が多く、全体が饅頭型を呈するものもある。

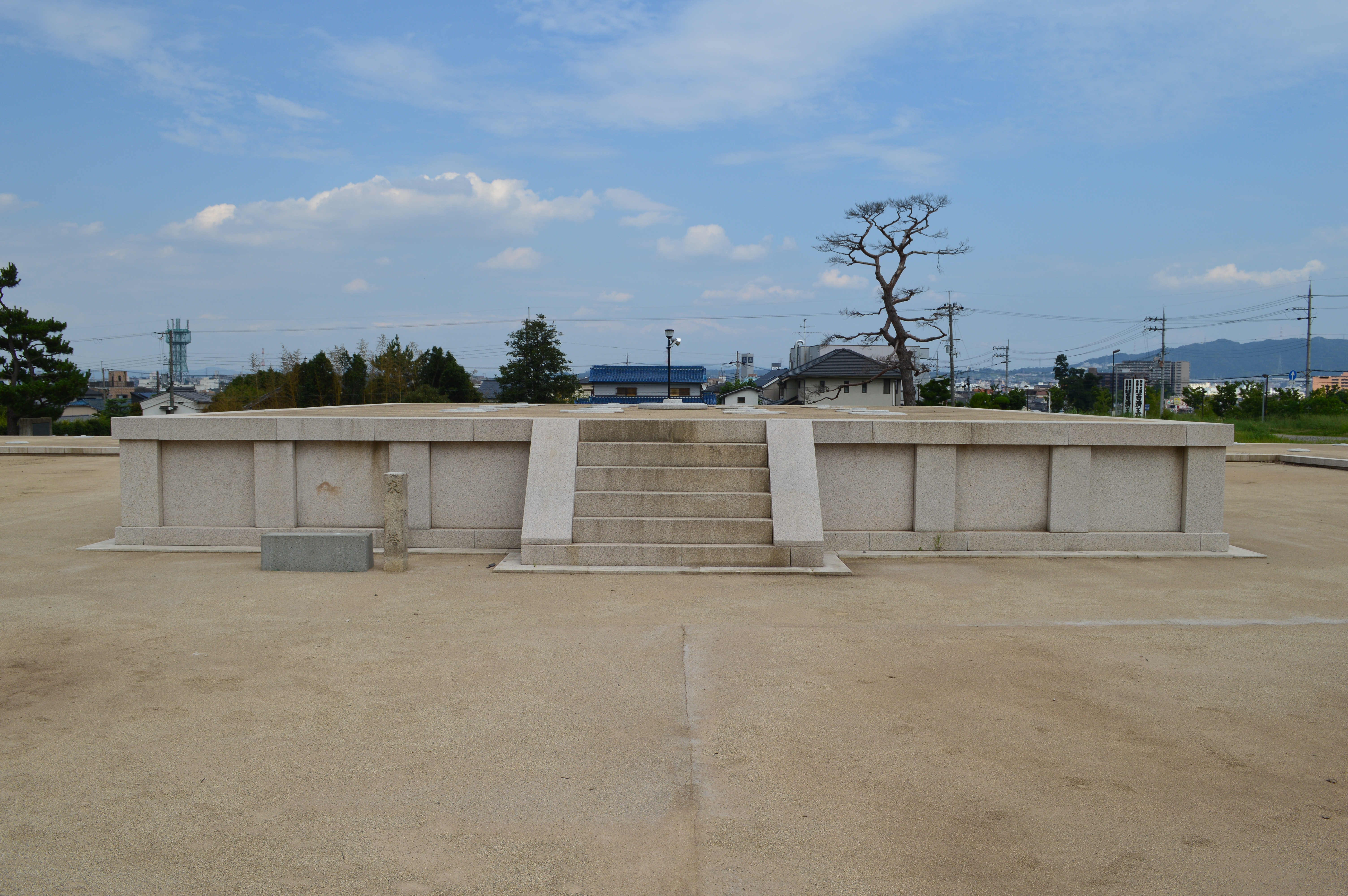
百済寺の東塔の壇上積基壇
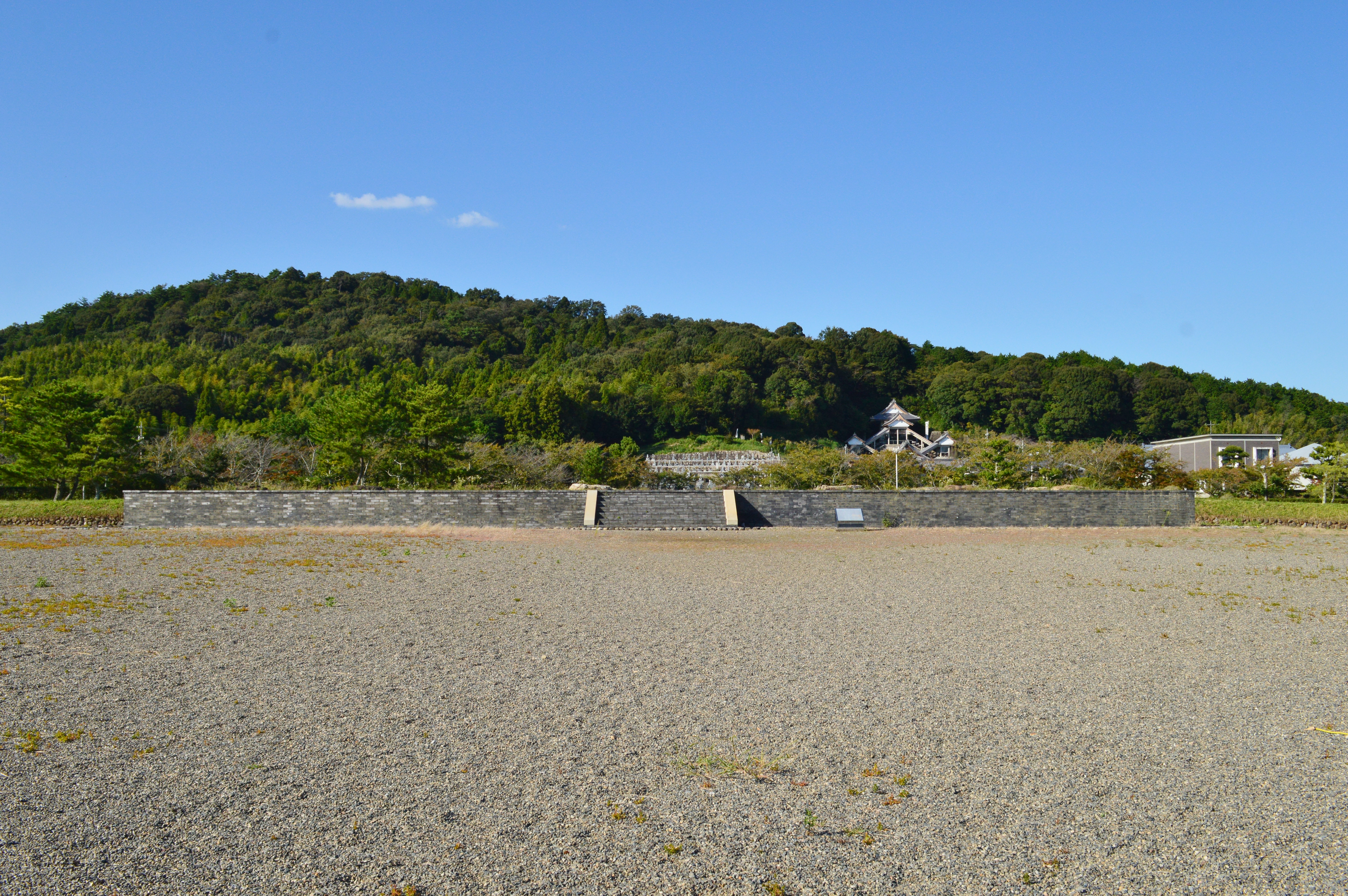
美濃国分寺の金堂の塼積基壇
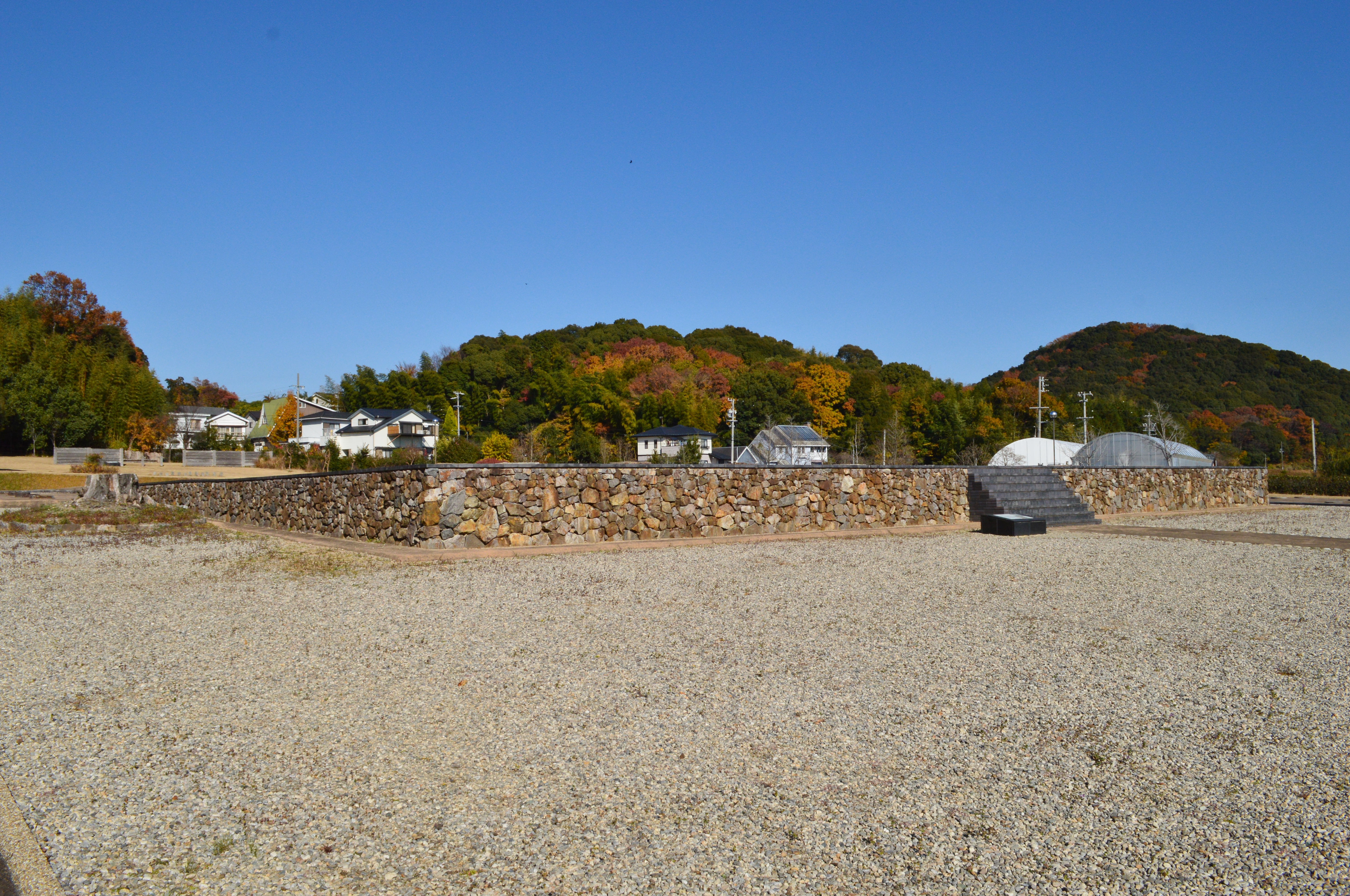
三河国分尼寺の金堂の乱石積基壇
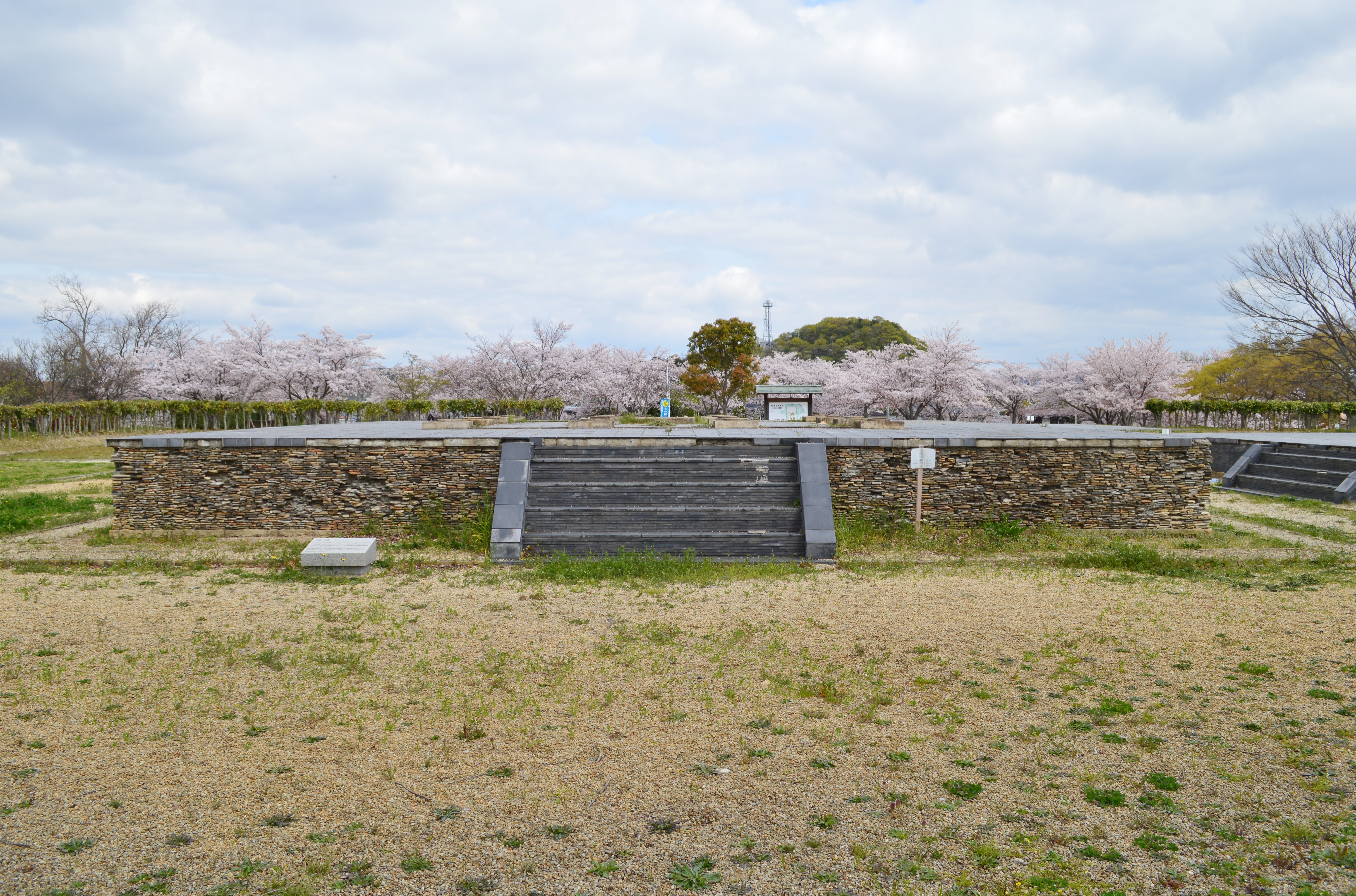
西条廃寺の塔の瓦積基壇
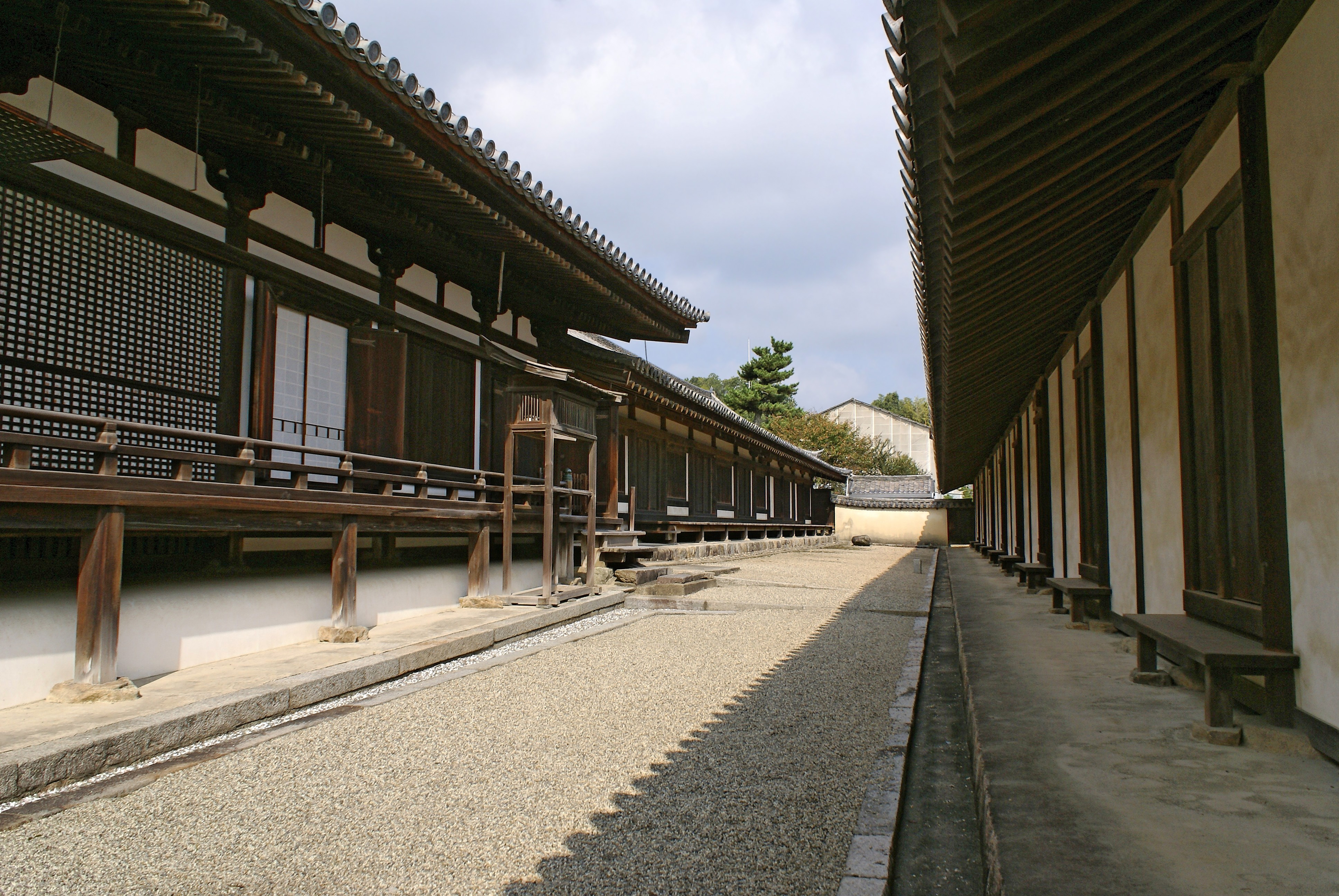
法隆寺聖霊院（左手前）の亀腹